# 65daysofstatic
65daysofstatic – angielski zespół muzyczny pochodzący z Sheffield, grający muzykę instrumental math lub post-rock. Zespół wydał cztery albumy; The Fall of Math, One Time for All Time, The Destruction of Small Ideas i "Escape from New York".

## Skład zespołu
- Joe-Fro
- Paul Wolinski
- Rob Jones
- Simon Wright

## Dyskografia
- The Fall of Math (Wrzesień 2004)
- One Time for All Time (Październik 2005)
- The Destruction of Small Ideas (Kwiecień 2007)
- Escape From New York (2009)
- We Were Exploding Anyway (Kwiecień 2010)
- Wild Light (Wrzesień 2013)

## Single
- Retreat! Retreat!
- Radio Protector
- Don't Go Down To Sorrow
- The Distant And Mechanised Glow Of Eastern European Dance Parties